# Indalo

Silueta del Indalo

El Indalo es una figura rupestre del Neolítico tardío o Edad del Cobre que se encuentra en el Abrigo de Las Colmenas, Vélez-Blanco, aunque se suele atribuir su procedencia a la cercana cueva de los Letreros, situada en la falda del Maimón, también en el municipio español de Vélez-Blanco, en la provincia de Almería, España. Representa a una figura humana con los brazos extendidos y un arco sobre sus manos, si bien su significado no ha sido aún esclarecido de forma definitiva existiendo también varias teorías que apuntan a cierta divinidad en el dibujo. El Indalo se ha considerado como un símbolo de buena suerte durante siglos en la provincia de Almería, convirtiéndose en el último siglo en el símbolo más representativo de Almería y lo almeriense.

## Historia

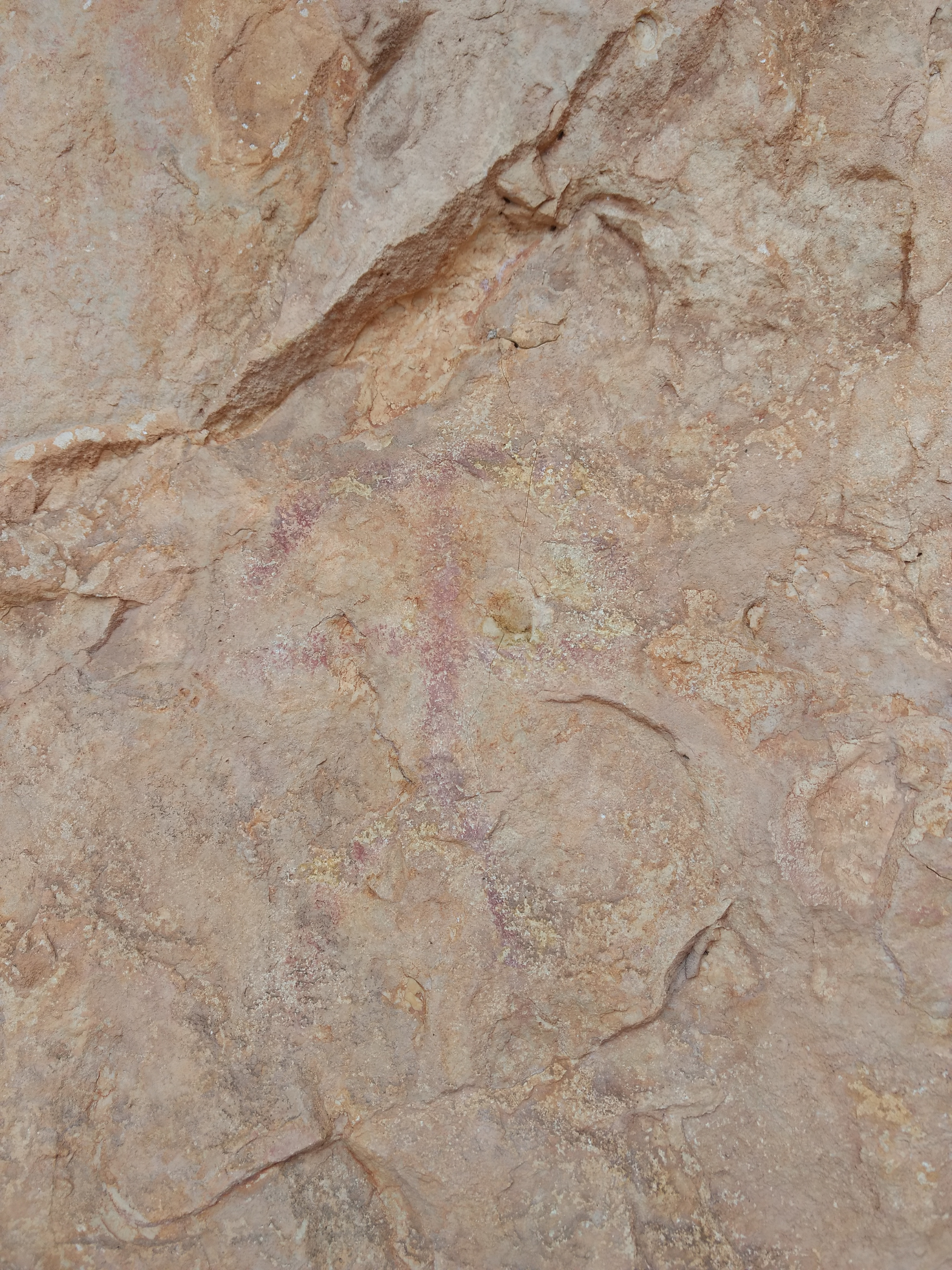
Vista del Indalo al natural, sin procesamiento de la imagen.

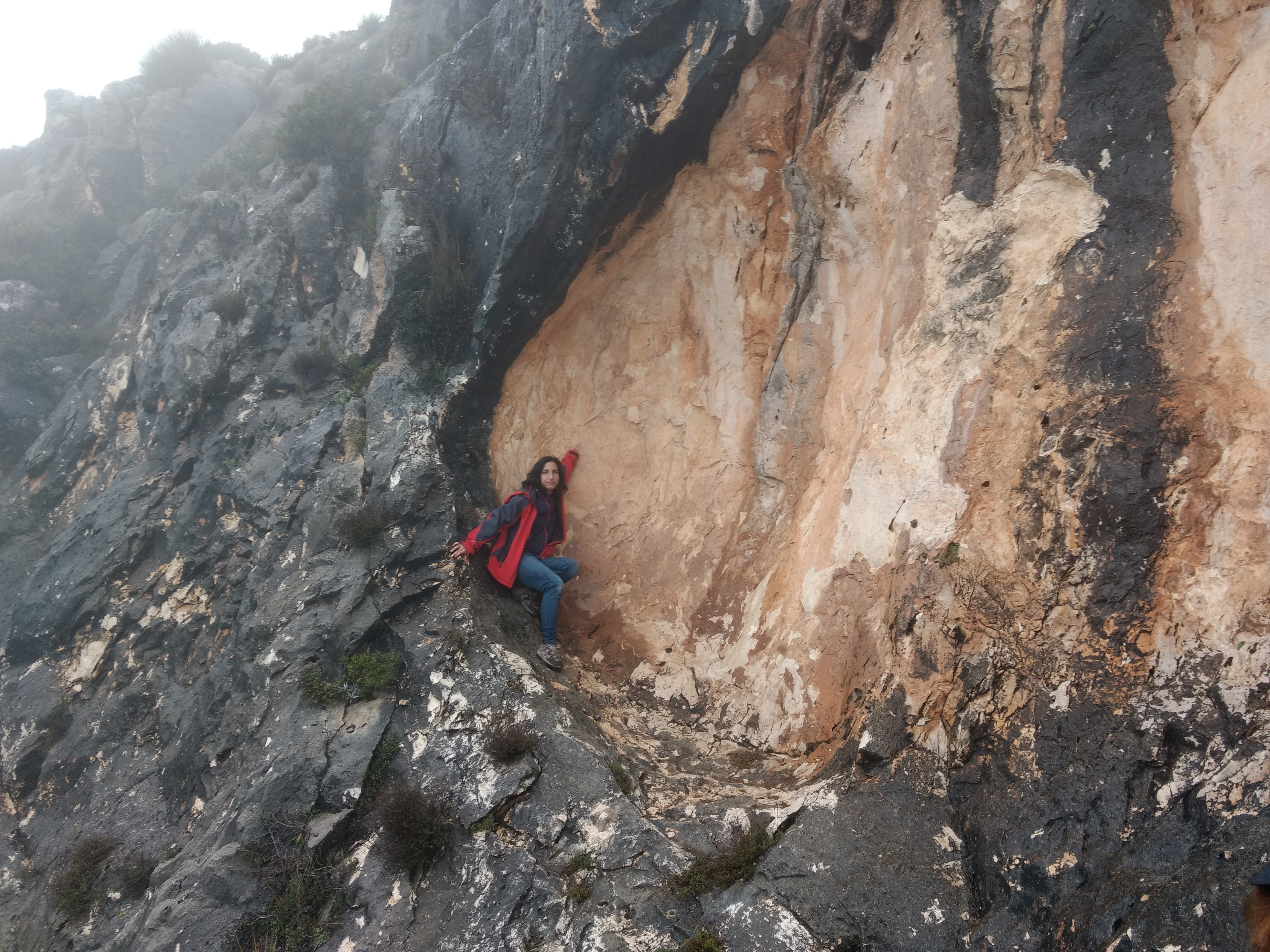
Maite, guía oficial para el yacimiento, señala el lugar exacto del motivo conocido como Indalo.

La cueva de los Letreros y otras manifestaciones rupestres de los Abrigos del Maimón, y más concretamente el Indalo, fueron descubiertos hacia 1868 por el arqueólogo almeriense Manuel de Góngora y Martínez, siendo declarados Monumento Histórico Nacional en 1924 y, posteriormente en 1998 Patrimonio de la Humanidad como parte del arte rupestre del arco mediterráneo de la península ibérica.
Durante siglos, antes de la catalogación del Indalo por parte de los estudiosos, fue símbolo de buena suerte y considerado un tótem en el norte y levante de la provincia de Almería, especialmente en Mojácar, donde lo pintaban con almagre para proteger las casas de las tormentas y el mal de ojo. Por aquel entonces el Indalo era conocido por esa zona almeriense como "Muñeco mojaquero" o "Muñequillo mojaquero".

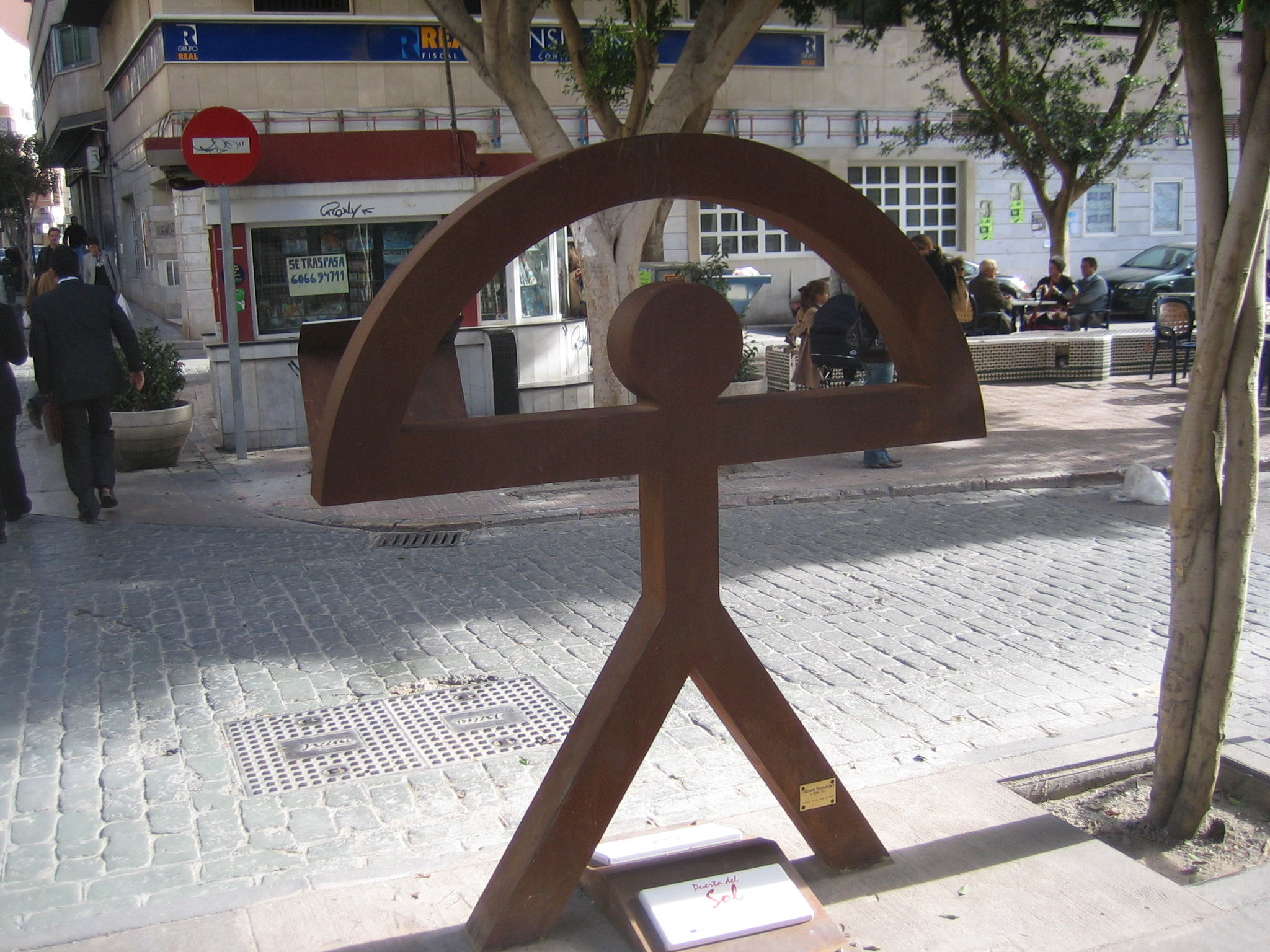
Escultura de un Indalo en la ciudad de Almería, España.

A mediados del siglo XX fue tomado como símbolo y bandera de un movimiento intelectual y pictórico encabezado por Jesús de Perceval, discípulo un poco anárquico de la visión (véase noucentista) mediterránea del filósofo Eugenio d'Ors. Por su parte, Perceval reivindicaba la postura vital, la cosmovisión de lo almeriense y la esencialidad de las culturas anteriores desde la antigüedad, en un renacer constante del clasicismo considerado como movimiento eterno que se renueva cíclicamente.
Tan fuerte fue el simbolismo del Indalo para esos artistas e intelectuales que pusieron a su grupo el nombre de movimiento indaliano. Los indalianos veían en su enseña un hombre ancestral sosteniendo un arcoíris y simbolizando un pacto entre el hombre y los dioses para evitar futuros diluvios. El estudio del dibujo muestra que la figura no representa otra cosa que un arquero apuntando hacia el ave que vuela sobre él. El origen del nombre tiene que ver con una anécdota cuando la Tertulia Indaliana elige un símbolo para su movimiento al que se bautiza con el diminutivo «Indalo» por el supuesto parecido con un conocido llamado Indalecio. El nombre prosperó y se aplicó definitivamente al dibujo que ahora conocemos. Es también significativo que San Indalecio sea el santo patrón de la ciudad de Almería.

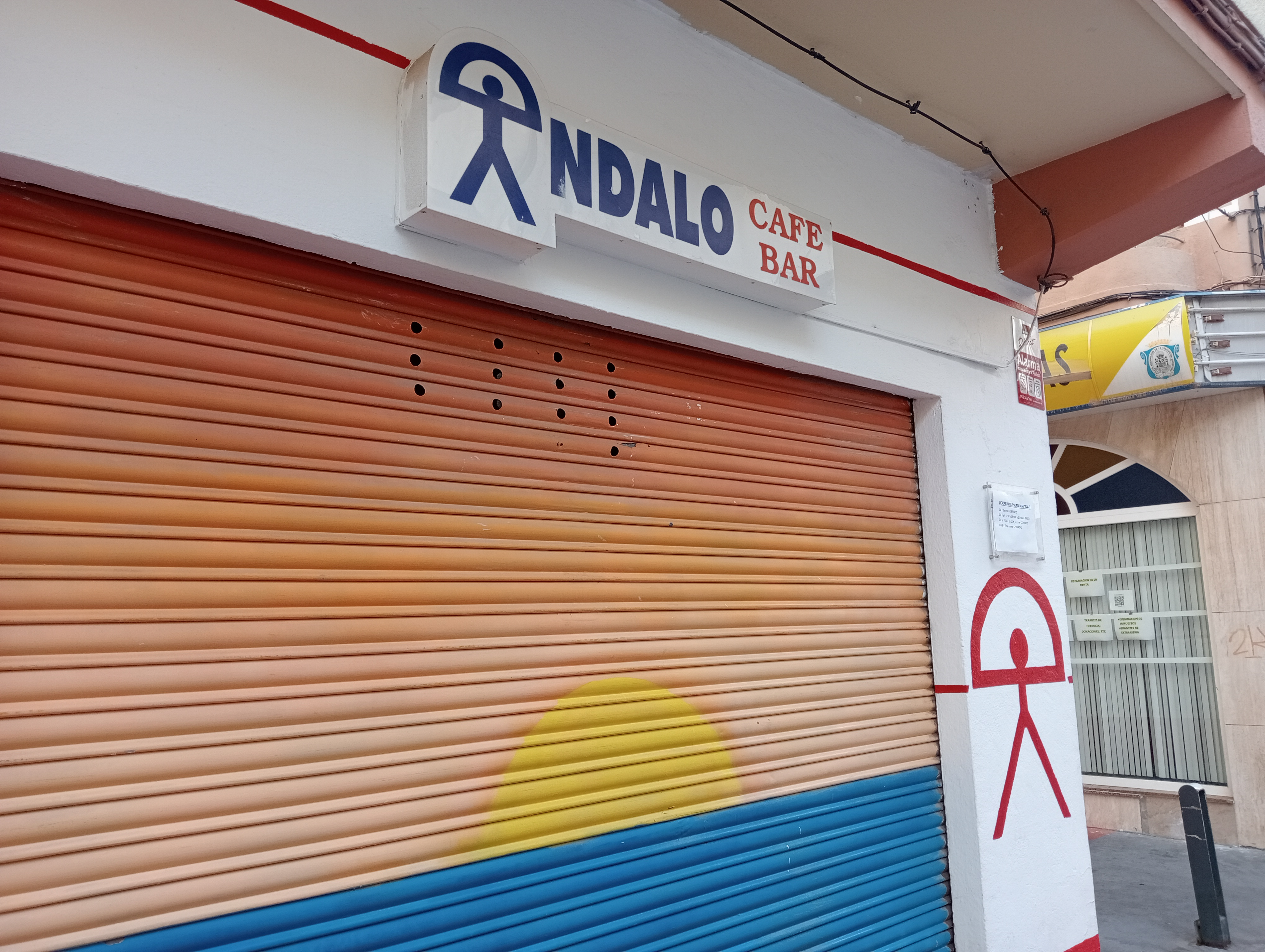
Bar con el nombre del Indalo y su símbolo

En el último siglo, el Indalo se ha convertido en el símbolo más representativo de Almería, su provincia y lo almeriense, siendo muy popular como recuerdo turístico para los visitantes de la provincia.
A partir de los año 60 del siglo XX, empezó a utilizarse para nombrar marcas y negocios, así como el símbolo integrando parte de las mismas. El Indalo a día de hoy está enormemente integrado en la sociedad almeriense, estando presente en infinidad de logotipos, nombres de empresa, marcas o tiendas en general relacionadas con Almería. También forma parte de los escudos de clubes deportivos, como el de la Unión Deportiva Almería.

## En la cultura popular
En la película de John Milius, Conan el Bárbaro, de 1982, el actor austriaco Arnold Schwarzenegger fue maquillado en una de las escenas con múltiples Indalos como parte de un tatuaje ritual a iniciativa del maquillador José Antonio Sánchez, por rodarse varias escenas en la provincia de Almería, con la que estaba familiarizada por haber trabajado en muchas ocasiones.

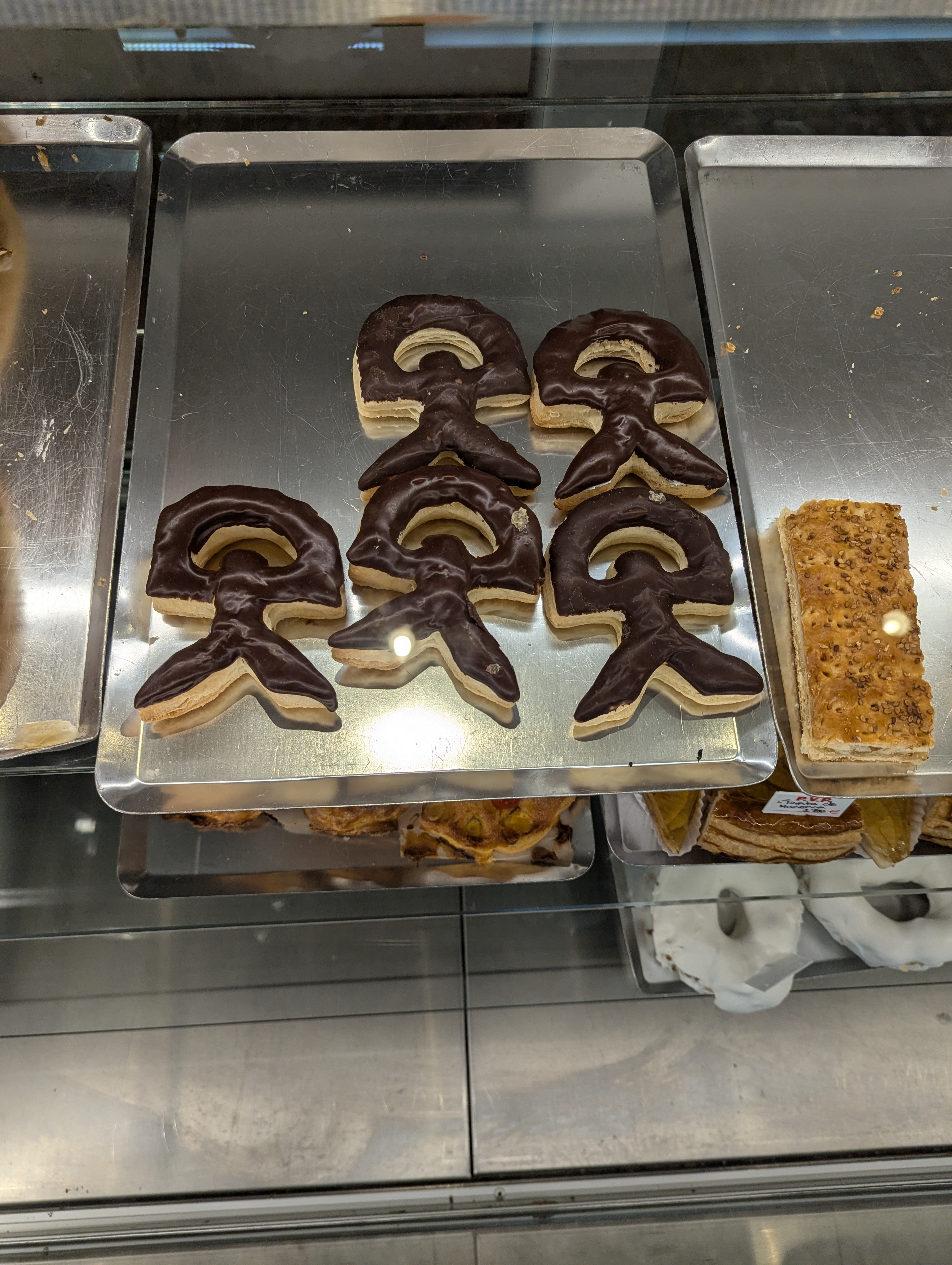
Dulces con forma de indalo.

## Récord Guinness
El día 16 de octubre de 2019 Almería y el Indalo entraron nuevamente en el Libro Guinness de los récords gracias al mosaico de hortalizas más grande de la historia, en concreto, un corazón con el Indalo en su interior realizado a mano colocando productos de la tierra. La superficie ocupó un total de 603,15 metros cuadrados, dicho evento fue realizado con motivo de la Capitalidad Española de la Gastronomía y del Día Mundial de la Alimentación. Para la confección del mosaico se usaron 20 toneladas de tomates, pimientos amarillos y verdes, berenjenas, calabazas y calabacines.